# The Balance Ambulance Tour
The Balance "Ambulance" Tour – trzynasta trasa koncertowa zespołu Van Halen, promująca album Balance. Trasa oficjalnie rozpoczęła się 11 marca 1995 i objęła 131 koncertów.

## Muzycy
Członkowie zespołu: Sammy Hagar, Eddie Van Halen, Alex Van Halen, Michael Anthony.

## Daty i miejsca koncertów

### Stany Zjednoczone i Kanada
- 11 marca 1995: Pensacola, FL – Pensacola Civic Center
- 12 marca 1995: Jacksonville, FL – Jacksonville Coliseum
- 14 marca 1995: St. Petersburg, FL – The Thunderdome
- 17 marca 1995: Miami, FL – Miami Arena
- 20 marca 1995: Orlando, FL – Orlando Arena
- 22 marca 1995: Nowy Orlean, LA – Lakefront Arena
- 24 marca 1995: Dallas, TX – Reunion Arena
- 25 marca 1995: San Antonio, TX – San Antonio Convention Center
- 26 marca 1995: Houston, TX – The Summit
- 28 marca 1995: El Paso, TX – El Paso Civic Coliseum
- 29 marca 1995: Albuquerque, NM – Tingley Coliseum
- 31 marca 1995: Las Vegas, NV – Thomas and Mack Center
- 1 kwietnia 1995: Phoenix, AZ – America West Arena
- 2 kwietnia 1995: San Diego, CA – San Diego Sports Arena
- 4 kwietnia 1995: Los Angeles, CA – The Forum
- 5 kwietnia 1995: Los Angeles, CA – The Forum
- 14 kwietnia 1995: Rosemont, IL – Rosemont Horizon
- 15 kwietnia 1995: Detroit, MI – The Palace of Auburn Hills
- 16 kwietnia 1995: Detroit, MI – The Palace of Auburn Hills
- 18 kwietnia 1995: Fort Wayne, IN – Fort Wayne Coliseum
- 19 kwietnia 1995: Lexington, KY – Rupp Arena
- 21 kwietnia 1995: Dayton, OH – Ervin J. Nutter Center
- 22 kwietnia 1995: Cleveland, OH – Gund Arena
- 23 kwietnia 1995: Charleston, WV – Charleston Civic Center
- 25 kwietnia 1995: East Rutherford, NJ – Meadowlands Arena
- 26 kwietnia 1995: Uniondale, NY – Nassau Veterans Memorial Coliseum
- 28 kwietnia 1995: Filadelfia, PA – The Spectrum
- 29 kwietnia 1995: Worcester, MA – The Centrum
- 30 kwietnia 1995: Providence, RI – Providence Civic Center
- 2 maja 1995: Buffalo, NY – Buffalo Memorial Auditorium
- 3 maja 1995: Rochester, NY – Blue Cross Arena
- 5 maja 1995: Quebec City, QU – Colisee de Quebec
- 6 maja 1995: Montreal, QU – Montreal Forum
- 7 maja 1995: Albany, NY – Knickerbocker Arena
- 13 maja 1995: Oakland, CA – Oakland Coliseum
- 14 maja 1995: San Jose, CA – San Jose Arena
- 15 maja 1995: Sacramento, CA – ARCO Arena

### Europa
- 24 maja 1995: Paryż, Francja – Palais Omnisports De Bercy
- 26 maja 1995: Brema, Niemcy – Weserstadion
- 27 maja 1995: Brema, Niemcy – Weserstadion
- 28 maja 1995: Nijmegen, Holandia – Goffertpark (opening for Bon Jovi 28 – 30 May, 1995)
- 30 maja 1995: Essen, Niemcy – Georg-Melcher Stadium
- 1 czerwca 1995: Chemnitz, Niemcy – Sportforum
- 3 czerwca 1995: Munich, Niemcy – Olympiahalle
- 4 czerwca 1995: Norymberga, Niemcy – Rock Am Ring
- 6 czerwca 1995: Berlin, Niemcy – Deutschlandhalle
- 7 czerwca 1995: Berlin, Niemcy – Deutschlandhalle
- 10 czerwca 1995: Basel, Szwajcaria – St. Jakobs Park
- 11 czerwca 1995: Zeltwig, Austria – Osterreich Ring
- 13 czerwca 1995: Barcelona, Hiszpania – Olympic Stadium
- 14 czerwca 1995: Madryt, Hiszpania – Palacio de Los Deportes
- 15 czerwca 1995: Lizbona, Portugalia – Estadio de Luz
- 17 czerwca 1995: Werchter, Belgia – Festivalsite
- 18 czerwca 1995: Lahr, Niemcy – Lahr Stadium
- 20 czerwca 1995: Paryż, Francja – Palais Omnisports De Bercy
- 21 czerwca 1995: Cardiff, Walia – Arms Park
- 23 czerwca 1995: Londyn, Anglia – Wembley Arena
- 24 czerwca 1995: Londyn, Anglia – Wembley Arena
- 25 czerwca 1995: Londyn, Anglia – Wembley Arena
- 27 czerwca 1995: Newcastle, Anglia – Gateshead Stadium
- 28 czerwca 1995: Sheffield, Anglia – Don Valley Stadium
- 30 czerwca 1995: Roskilde, Dania – Roskilde Festival

## Stany Zjednoczone i Kanada
- 15 lipca 1995: Holmdel, NJ – PNC Bank Arts Center
- 18 lipca 1995: Cleveland, OH – Blossom Music Center
- 19 lipca 1995: Indianapolis, IN – Deer Creek Music Center
- 21 lipca 1995: Kansas City, KS – Sandstone Amphitheater
- 22 lipca 1995: St. Louis, MO – Riverport Amphitheater
- 23 lipca 1995: St. Louis, MO – Riverport Amphitheater
- 25 lipca 1995: Tupelo, MS – Tupelo Coliseum
- 26 lipca 1995: Nashville, TN – Starwood Amphitheater
- 28 lipca 1995: Chicago, IL – New World Music Theatre
- 29 lipca 1995: East Troy, WI – Alpine Valley Music Theater
- 30 lipca 1995: Minneapolis, MN – Target Center
- 1 sierpnia 1995: Clarkston, MI – Pine Knob Music Theatre
- 2 sierpnia 1995: Clarkston, MI – Pine Knob Music Theatre
- 4 sierpnia 1995: Waszyngton, DC – Nissan Pavilion
- 5 sierpnia 1995: Camden, NJ – Tweeter Waterfront Centre
- 6 sierpnia 1995: Old Orchard Park, ME – Clifford Park
- 8 sierpnia 1995: Boston, MA – Tweeter Center
- 9 sierpnia 1995: Boston, MA – Tweeter Center
- 11 sierpnia 1995: Pittsburgh, PA – Starlake Amphitheater
- 12 sierpnia 1995: Columbus, OH – Polaris Amphitheater
- 13 sierpnia 1995: Cincinnati, OH – Riverbend Music Center
- 14 sierpnia 1995: Uniondale, NY – Nassau Coliseum
- 15 sierpnia 1995: Uniondale, NY – Nassau Coliseum
- 18 sierpnia 1995: Toronto, ON – Molson Amphitheatre
- 19 sierpnia 1995: Toronto, ON – Molson Amphitheatre
- 20 sierpnia 1995: Ottawa, ON – Frank Clair Stadium
- 22 sierpnia 1995: Wantagh, NY – Jones Beach Amphitheater
- 23 sierpnia 1995: Wantagh, NY – Jones Beach Amphitheater
- 24 sierpnia 1995: Wantagh, NY – Jones Beach Amphitheater
- 26 sierpnia 1995: Hartford, CT – Meadows Music Theater
- 27 sierpnia 1995: Scranton, PA – Montage Mountain Performing Arts Center
- 29 sierpnia 1995: Columbia, MD – Meriwether Post Pavilion
- 30 sierpnia 1995: Richmond, VA – Classic Amphitheatre at Strawberry Hill
- 1 września 1995: Raleigh, NC – Alltel Pavilion
- 2 września 1995: Charlotte, NC – Blockbuster Pavilion
- 3 września 1995: Atlanta, GA – Lakewood Amphitheater

## Stany Zjednoczone
- 11 września 1995: Edmonton, AB – Northlands Coliseum
- 13 września 1995: Vancouver, BC – Pacific Coliseum
- 15 września 1995: Portland, OR – Memorial Coliseum
- 16 września 1995: George, WA – Gorge Amphitheater
- 17 września 1995: Boise, ID – BSU Pavilion
- 19 września 1995: Salt Lake City, UT – Delta Center
- 20 września 1995: Denver, CO – Fiddler’s Green Amphitheater
- 22 września 1995: Wichita, KS – Kansas Coliseum
- 23 września 1995: Ames, IA – Hilton Coliseum
- 24 września 1995: Moline, IL – MARK of the Quad Cities
- 26 września 1995: Memphis, TN – Pyramid Arena
- 27 września 1995: Birmingham, AL – Birmingham Jefferson Civic Complex
- 29 września 1995: Houston, TX – Cynthia Woods Mitchell Pavilion
- 30 września 1995: Austin, TX – Frank Erwin Center
- 1 października 1995: Dallas, TX – Starplex Amphitheater
- 3 października 1995: Oklahoma City, OK – Myriad Convention Center
- 4 października 1995: Oklahoma City, OK – Myriad Convention Center
- 6 października 1995: Phoenix, AZ – Desert Sky Pavilion
- 7 października 1995: Devore, CA – Hyundai Pavilion
- 8 października 1995: Fresno, CA – Selland Arena
- 11 października 1995: Reno, NV – Lawlor Events Center
- 13 października 1995: Sacramento, CA – Sleep Train Pavilion
- 14 października 1995: Mountain View, CA – Shoreline Amphitheater
- 15 października 1995: Irvine, CA – Irvine Meadows Amphitheater

### Japonia
- 25 października 1995: Tokio – Olympic Pool
- 26 października 1995: Tokio – Olympic Pool
- 27 października 1995: Tokio – Olympic Pool
- 29 października 1995: Fukuoka – Kokusai Center
- 30 października 1995: Osaka – Osaka Castle Hall
- 1 listopada 1995: Tokio – Budokan Hall
- 2 listopada 1995: Tokio – Budokan Hall, 1995: Tokio – Olympic Pool

### Hawaje
- 4 listopada 1995: Honolulu – Blaisdell Arena
- 5 listopada 1995: Honolulu – Blaisdell Arena